# О любви (альбом)
«…О любви» — второй студийный альбом группы «Чиж & Co», записанный и выпущенный в 1995 году, одна из самых известных студийных работ коллектива. Большинство композиций альбома — кавер-версии песен менее известных авторов.

## История создания
Пластинка составлена как из авторских песен Сергея Чигракова, так и из произведений малоизвестных рок-музыкантов. Издавался на магнитофонных кассетах и компакт-дисках. После выхода альбома «Перекресток» группа «Чиж и Ко» стала одной из самых популярных в стране. На волне собственного успеха Сергей Чиграков решил отдать дань уважения менее успешным коллегам и записать их песни в собственной интерпретации. В итоге на пластинке оказались песни Вадима Демидова из группы «Хроноп», на тот момент распавшейся, Алексея «Полковника» Хрынова, Олега Тарасова и многих других. Запись материала производилась на студии петербургского отделения радиостанции «Европа плюс». Основные сессии звукозаписи прошли в июле и августе 1995 года. После выпуска пластинки почти все вошедшие в неё песни стали хитами. Концепция альбома «…О любви» по форме перекликается с работой группы Pink Floyd «Animals». Песни похожи по содержанию и имеют сходство в аранжировочных решениях.
Песню «О любви» Чиж услышал в гостях у её автора, Олега Тарасова, с которым его познакомил Алексей «Полковник» Хрынов, лидер группы «Полковник и однополчане». По словам Сергея Чигракова, в тексте ему очень понравилась строчка про крутого. Как он позднее отмечал, фраза «как крутой» даёт широкое поле для интерпретации. Например, можно представить, что речь здесь идет о композиторе Игоре Крутом. Говоря о песне «О любви», Сергей Чиграков отмечал, что не думает о её значимости для слушателей. Как он признавался, во время исполнения произведения больше думает о том, чтобы чисто взять высокую октаву в начале куплета.
«О любви» — песня группы «Чиж и Ко» из одноимённого студийного альбома. Композиция является одной из визитных карточек коллектива и входит в золотой фонд русской рок-музыки.

Список композиций
| №                   | Название                                   | Автор(ы)                   | Длительность |
| ------------------- | ------------------------------------------ | -------------------------- | ------------ |
| 1.                  | «Дверь в лето» (I)                         | Сергей Кочерга             | 3:17         |
| 2.                  | «Ветер вырывает из рук» (Последние деньги) | Сергей «Чиж» Чиграков      | 3:29         |
| 3.                  | «Солдат на привале»                        | Алексей «Полковник» Хрынов | 3:28         |
| 4.                  | «O.K.»                                     | Сергей «Чиж» Чиграков      | 4:50         |
| 5.                  | «Я позвонил Вам из телефона-автомата…»     | Сергей «Чиж» Чиграков      | 2:49         |
| 6.                  | «Любитель жидкости»                        | Вадим Демидов              | 2:08         |
| 7.                  | «Still Life»                               | Вадим Демидов              | 3:55         |
| 8.                  | «О любви»                                  | Олег Тарасов               | 4:35         |
| 9.                  | «Идиллия»                                  | Андрей Селюнин             | 5:29         |
| 10.                 | «Прогулка по Одессе»                       | Игорь Ганькевич            | 6:42         |
| 11.                 | «Вот пуля просвистела»                     | указана, как народная      | 4:29         |
| 12.                 | «Мама»                                     | Евгений «Кошмар» Варва     | 7:36         |
| 13.                 | «Точка»                                    | Евгений «Кошмар» Варва     | 3:03         |
| 14.                 | «Дверь в лето» (II)                        | Сергей Кочерга             | 2:06         |
| Общая длительность: | Общая длительность:                        | Общая длительность:        | 58:05        |

## Факты из передачи «Летопись. Чиж и Ко. О любви» (2003)[1]
- «Дверь в лето» (I) — в оригинале у Сергея Кочерги стихи к песне шли неразрывно. Здесь же Сергей Чиграков увеличил расстояние между ними.
- «Ветер вырывает из рук» (Последние деньги) — написана Сергеем Чиграковым. Изначально имела более рок-н-ролльную аранжировку.
- «Солдат на привале» — песня написана Алексеем Хрыновым примерно в 1987—1988 годах. Исполнялась хрыновской группой «Полковник и однополчане», участником которой был Чиграков.
- «O. K.» — песня была написана Сергеем Чиграковым во время службы в армии (1984-85 года). В песне поётся о городе Вентспилсе, в котором «Чиж» проходил военную службу.
- «Я позвонил Вам из телефона-автомата…» — романс, посвященный Максиму Ланде (директору группы «Аквариум»). Была написана, чтобы показать Ланде, что Чиграков тоже может писать романсы.
- «Прогулка по Одессе» — песня Игоря Ганькевича, исполнялась группой «Бастион». Первый раз прозвучала на Подольском рок-фестивале. Посвящена родному городу Ганькевича и «Бастиона» — Одессе. Оригинальный текст отличается  некоторыми словами и их последовательностью, а аранжировка Чигракова была расширена за счёт аккордеонного и фортепианного соло.
- «Мама» — песня Евгения Варвы, коллеги Чигракова по группе «Разные люди». Ранее исполнялась Чиграковым на ряде квартирных концертов, наиболее известный из которых — Сейшн в Питере, датируемый 1990 годом. Отсылка к ней имеется в композиции «Буги-Харьков» из одноименного альбома.

## Участники записи
- Сергей «Чиж» Чиграков — вокал, гитара, аккордеон, мандолина, ситар, банджо, губная гармоника, клавишные, перкуссия
- Михаил Владимиров — гитара, перкуссия
- Алексей Романюк — бас-гитара, перкуссия
- Владимир Ханутин — барабаны, перкуссия
- Марина Капуро — бэк-вокал (11)

## Дополнительные факты
- Обрамление альбома двумя частями композиции «Дверь в лето» — явная отсылка к альбому Animals группы Pink Floyd[источник не указан 2803 дня], в начале и в конце которого помещены две части композиции Pigs on the Wing. Песня «Чижа» перекликается с творением Pink Floyd не только по форме, но и по аранжировке и частично по содержанию.